# Samoria fastuosa
Samoria fastuosa là một loài bọ cánh cứng trong họ Chrysomelidae. Loài này được Silfverberg miêu tả khoa học năm 1982.